# Iguassuoides lucidus
Iguassuoides lucidus is een hooiwagen uit de familie Gonyleptidae.